# Chi Ursae Majoris
Désignations
Chi Ursae Majoris (χ UMa, χ Ursae Majoris), également nommée Taiyangshou, est une étoile géante de la constellation de la Grande Ourse. Sa magnitude apparente est de +3,72. D'après la mesure de sa parallaxe annuelle par le satellite Hipparcos, l'étoile est située à environ 184 années-lumière de la Terre. Elle se rapproche du Système solaire à une vitesse radiale de −9 km/s.

## Propriétés
Chi Ursae Majoris est une étoile géante rouge de type spectral K0,5IIIb. C'est une géante du red clump, c'est-à-dire qu'elle génère son énergie par la fusion de l'hélium dans son noyau. Elle est 1,49 fois plus massive que le Soleil et son rayon est 21 fois plus grand que le rayon solaire. L'étoile est environ 151 fois plus lumineuse que le Soleil et sa température de surface est de 4 392 K. Elle apparaît appauvrie en métaux, avec une abondance en fer qui ne vaut que 36 % celle du Soleil.
La galaxie spirale NGC 3877, de type Sc, peut être trouvée aisément à partir de Chi Ursae Majoris, cette dernière étant située à 15 minutes d'arc presque exactement au nord de la galaxie.

## Nomenclature, histoire et étymologie
χ Ursae Majoris, latinisé Chi Ursae Majoris, est la désignation de Bayer de l'étoile. Elle porte également la désignation de Flamsteed de 63 Ursae Majoris.
Taiyangshou est aujourd’hui le nom approuvé pour χ UMa par l’Union astronomique internationale (UAI). C’est en Chine, le nom traditionnel de cette étoile, soit 太陽守, en pinyin Tài yáng shǒu, qui pourrait signifier « le Garde du Soleil », déjà relevé par sous la forme Tae Yang Show par Richard Hinckley Allen (1899).

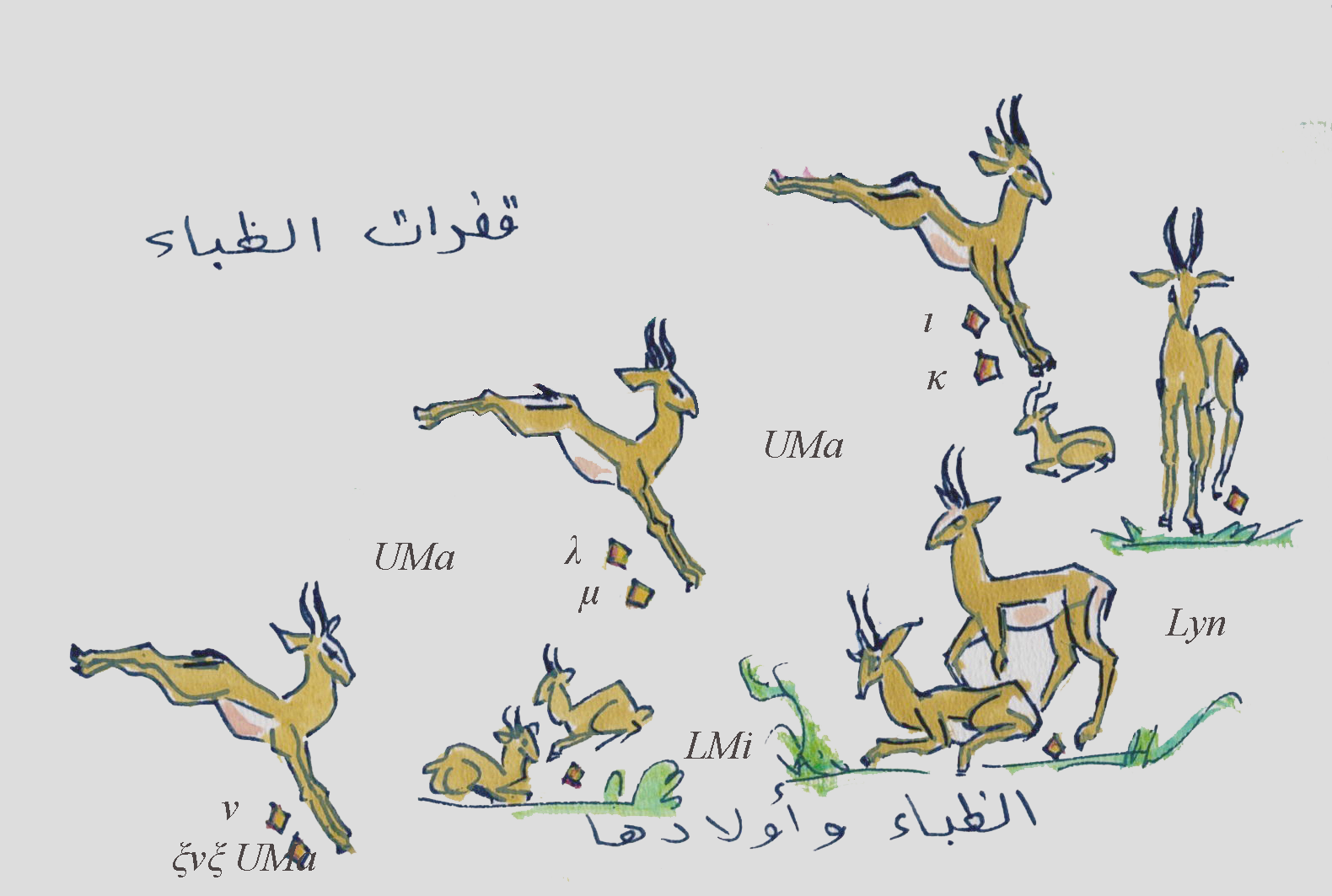
La figure de la série desالظباء قفزات Qafzāt al-Ẓibā’, « les Sauts de Gazelles », dans le ciel arabe traditionnel, tel que la décrit ᶜAbd al-Raḥmān al-Ṣūfī, 964.

El Kophrah était le nom traditionnel qu’elle portait dans les catalogues depuis le XIXe siècle. Reprenant El Kaphzah, donné par Johann Elert Bode dans son Uranographia (1801), Elijah Hinsdale Burritt (de) commettait une erreur en substituant la lettre /r/ au /z/, ce qui donnait El Kaphrah (voir, pour comprendre ce nom, l’étoile Kappa Ursae Majoris). On trouve ensuite ce nom avec la substituant de la lettre /o/ au /a/ dans le nom de l’étoile, et surtout une confusion entre la lettre grecque /χ/ et /κ/, ce qui donne El Kophrah dans le New Standard Dictionary de Funck & Wagenalls en 1947, et dans le Webster, International Dictionary de 1949, ce qui est noté par Richard Hinckley Allen (1899) et par Paul Kunitzsch (1959), ce qui lui permet de circuler encore dans les catalogues.